# Ducado de Sajonia-Gotha-Altemburgo
El Ducado de Sajonia-Gotha-Altemburgo era un antiguo ducado de Alemania situado en el actual estado federado de Turingia, perteneciente a los llamados Ducados Ernestinos, ya que eran gobernados por duques de la línea Ernestina de la casa sajona de los Wettin.

## Historia

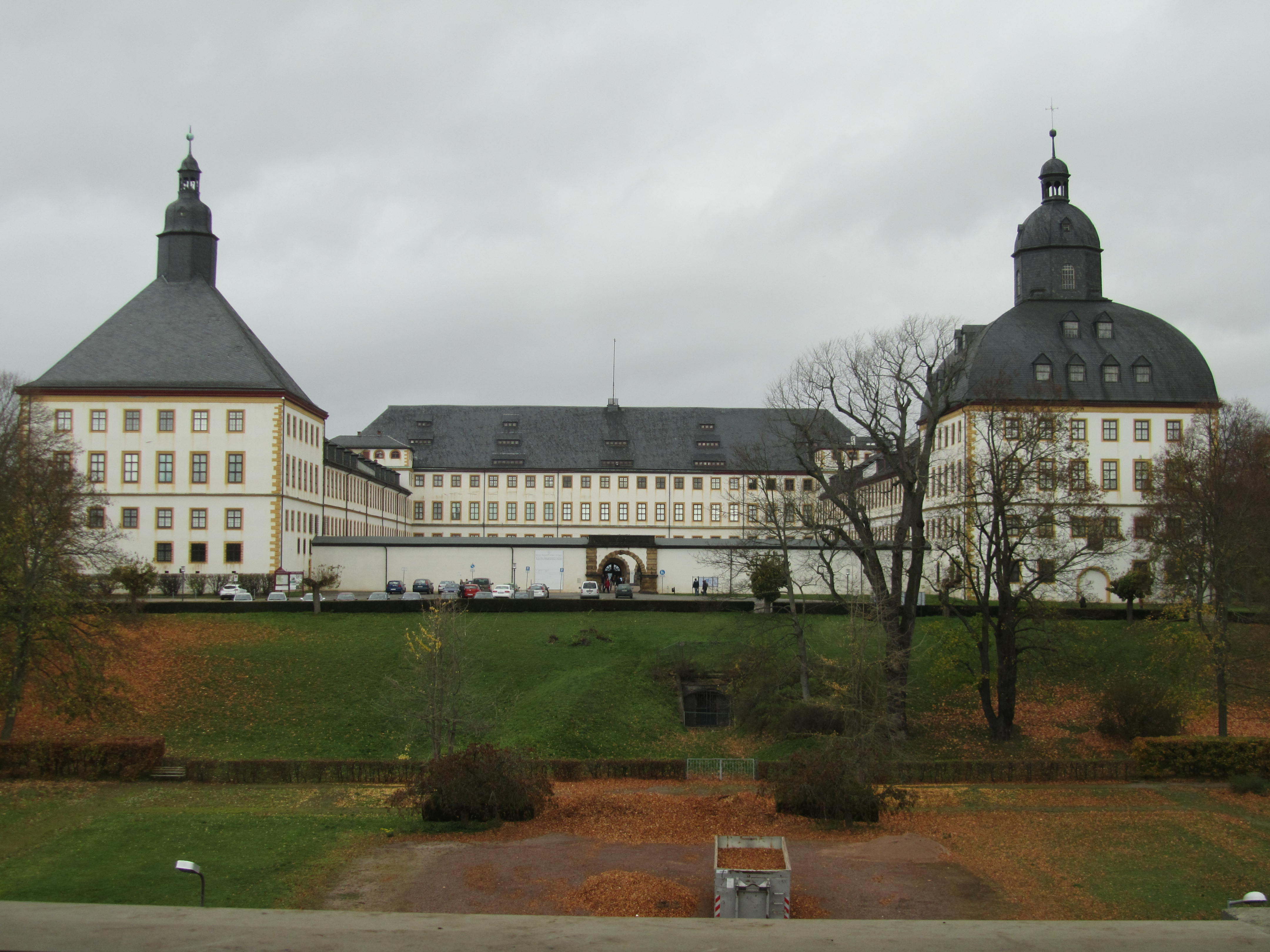
Palacio de Friedenstein, en Gotha.

En 1680 Federico I, el hijo primogénito de Ernesto I el Piadoso, duque de Sajonia-Gotha, reparte sus territorios entre sus numerosos hermanos, quedándose para él solo los territorios de Gotha y Altemburgo.
En 1707, Federico II incorpora el Ducado de Sajonia-Eisenberg tras la muerte de su tío Cristian. 
En 1825 la línea se extingue con la muerte a los 49 años de Federico IV, último varón de la línea. Su sobrina Luisa, hija de Augusto y casada con Ernesto I del ducado de Sajonia-Coburgo-Saalfeld, hereda el ducado y es nombrado duque su marido. En la nueva organización de los ducados, Altemburgo pasa a Federico de Hildburghausen que reconstituye el Ducado de Sajonia-Altemburgo. Hildburghausen y Saafeld son para Bernardo II de Sajonia-Meiningen que los incorpora a su ducado y que a partir de ese momento se conoce como Ducado de Sajonia-Meiningen-Hildburghausen, en tanto que Ernesto incorpora Coburgo al nuevo ducado de Sajonia-Coburgo-Gotha.

## Ciudades

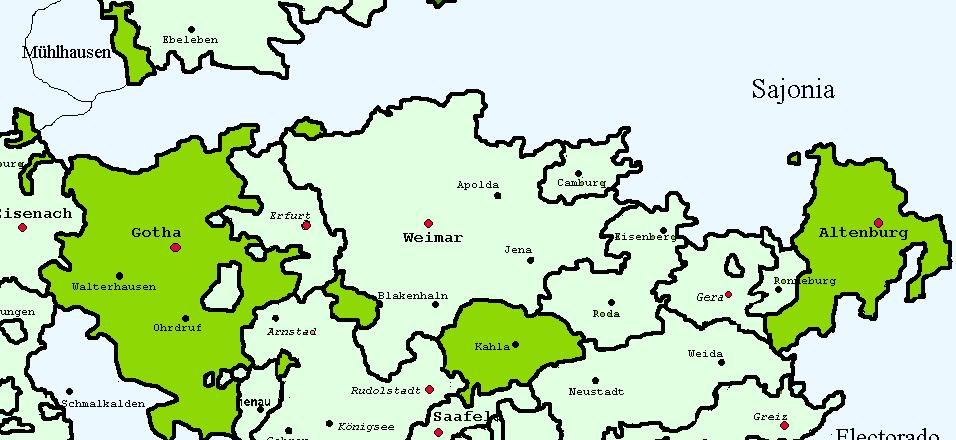
El Ducado de Sajonia-Gotha-Altemburgo (en verde oscuro).

- Gotha: Zella Sanct Blasii, Ohrdruf y Waltershausen
- Exclaves  Volkenroda, Körner, Klein-Keula, Menteroda, Hohenbergen, Pöthen, Nazza, Ebenshausen, Frankenroda, Hallungen, Neukirchen, Lauterbach, Werningshausen, Neuroda, Trassdorf
- Altemburgo: Altemburgo, Schmölln, Gößnitz, Lucka y Meuselwitz
- Exclaves Mumsdorf, Roschütz, Hilbersdorf, Neukirchen, Russdorf, Kahla, Ammelstädt.

## Duques de Sajonia-Gotha-Altemburgo
- Federico I (1680-1691)
- Federico II (1691-1732)
- Federico III (1732-1772)
- Ernesto II (1772-1804)
- Augusto (1804-1822)
- Federico IV (1822-1825)